# جوليا فنسنت
جوليا فنسنت (بالإنجليزية: Julia Vincent)‏ هي غطاسة جنوب أفريقية، ولدت في 13 أغسطس 1994 في جنوب أفريقيا.

## وصلات خارجية
- جوليا فنسنت على موقع الاتحاد الدولي للسباحة (الإنجليزية)
- جوليا فنسنت على موقع قاعدة بيانات الغوص IAT (الألمانية)
- جوليا فنسنت على موقع اللجنة الأولمبية الدولية (الإنجليزية)
- جوليا فنسنت على موقع أوليمبيديا (الإنجليزية)